# Thomas de Turberville
Sir Thomas de Turberville († Oktober 1295) war ein englischer Ritter. Er wurde vermutlich als erster Spion in England hingerichtet.

## Herkunft
Die Herkunft von Thomas de Turberville ist ungeklärt. Er war vermutlich ein Sohn von Sir Hugh de Turberville, der als Ritter im Haushalt von König Eduard I. diente. Damit wäre Thomas de Turberville ein Mitglied der Familie Turberville von Crickhowell gewesen.

## Teilnahme am Zweiten Krieg der Barone
Wahrscheinlich gehörte Turberville schon während des Zweiten Kriegs der Barone in den 1260er Jahren zu den Gefolgsleuten von John Giffard. Im Juni 1263 war er an dem Angriff auf Bischof Peter D’Aigueblanche in der Kathedrale von Hereford beteiligt. Während des offenen Kriegs der Barone stand er jedoch auf der Seite der Krone und wurde nach dem Krieg für seine Treue mit Landbesitz in Northamptonshire belohnt. Vermutlich war er auch jener Thomas de Turberville, der 1280 oder 1281 in Wiltshire wegen Raub und Totschlag angeklagt wurde. Nachdem die Anschuldigung wegen Raubes fallengelassen wurde, weigerte sich Turberville, sich gegen die Anklage des Totschlags zu verteidigen. Diese Beschuldigung wurde schließlich fallen gelassen, als bekannt wurde, dass er die Tat während des Kriegs der Barone begannen hatte.

## Dienst als königlicher Ritter
Spätestens 1282 gehörte Turberville als Ritter dem königlichen Haushalt an, als er an dem Feldzug zur Eroberung von Wales teilnahm. 1286 begleitete er König Eduard I., als dieser dem französischen König Philipp IV. in Paris für seine Besitzungen in Frankreich huldigte. Anschließend begleitete Turberville Eduard I. weiter, als dieser in die den englischen Königen gehörende Gascogne reiste. Als es wegen der Gascogne 1294 zum Krieg mit Frankreich kam, gehörte Turberville mit einem Gefolge von mindestens neun weiteren Rittern zu dem kleinen englischen Kontingent, das unter dem Kommando von Johann von der Bretagne und John de St John in die Gascogne geschickt wurde. Trotz ihrer geringen zahlenmäßigen Stärke erzielte die Truppe zunächst beachtliche Erfolge. Turberville gehörte der Truppe an, die Rions besetzen konnte. Als es jedoch im April 1295 zu einem Aufruhr unter den englischen Soldaten kam, konnten die Franzosen die Stadt zurückerobern. Während Johann von der Bretagne mit dem Großteil der englischen Soldaten mit Schiffen flüchten konnte, geriet Turberville mit etwa zwölf anderen Rittern in französische Gefangenschaft.

## Versuch der Spionage für Frankreich
Bereits im August 1295 kehrte Turberville nach England zurück. Nach seinen Angaben war er aus der Gefangenschaft entkommen. Tatsächlich hatten ihn die Franzosen aber wohl als Spion nach England geschickt. Dies wurde bereits im September aufgedeckt, als er einen Boten mit einem Brief an den Prévôt des marchands von Paris schickte. Der Bote brachte den Brief jedoch nicht nach Frankreich, sondern übergab ihn den englischen Behörden. In dem Brief berichtete Turberville, dass Wales, wo es 1294 zu einem Aufstand gegen die englische Herrschaft gekommen war, inzwischen befriedet sei. Die Isle of Wight sei nahezu unverteidigt, und der englische König wolle eine hochrangige Gesandtschaft zum deutschen König Adolf von Nassau schicken, um Verbündete für den Kampf gegen Frankreich zu gewinnen. Weiter hatte Turberville erfahren, dass zwanzig Schiffe mit Getreide sowie Truppen unter den Earls of Lancaster, Lincoln und Warwick sowie Hugh le Despenser in die Gascogne geschickt werden sollten. Zwar schickte Eduard I. nicht 1295, sondern erst später eine Gesandtschaft nach Deutschland, und der Expedition in die Gascogne gehörten Warwick und Despenser nicht an, doch dennoch war der Bericht detailliert und schlüssig. Allerdings behauptete Turberville auch, mit dem geschlagenen walisischen Rebellen Morgan ap Maredudd einen weiteren Aufstand vereinbart zu haben, falls die Schotten ebenfalls in den Krieg gegen England eintreten würden. Deshalb riet Turberville den Franzosen, eine Gesandtschaft nach Schottland zu schicken, um mit diesen ein Bündnis gegen England zu schließen. Dabei verriet der Brief auch, dass die Söhne von Turberville von den Franzosen in Paris als Geiseln festgehalten wurden, und dass die Franzosen ihm Landbesitz mit jährlichen Einkünften von £ 100 als Lohn für seinen Verrat versprochen hatten.

## Verurteilung und Hinrichtung
Am 22. September 1295 wurde die Verhaftung Turbervilles befohlen. Dieser versuchte offenbar, nach Wales zu fliehen, doch der König war bereits zuvor misstrauisch geworden und hatte ihn beobachten lassen. Am 24. September wurde Turberville festgenommen und im Oktober als Verräter verurteilt. Der Chief Justice of the king’s bench Roger Brabazon selbst verkündete das Urteil. Das Urteil wurde am selben Tag vollstreckt, Turberville wurde auf einer Ochsenhaut zum Galgen geschleift und gehängt. Die Neuigkeit von dem Verrat wurde rasch weit in England verbreitet und war auch Thema eines zeitgenössischen Lieds. Da er als Haushaltsritter das Vertrauen des Königs besessen hatte, löste sein Verrat am englischen Hof erhebliche Unruhe aus.
Turberville gilt als der erste Spion, der in England hingerichtet wurde. Dazu war er der erste englische Adlige, der durch Hang and Drawn hingerichtet wurde, einer grausamen Hinrichtungsart, die bislang nur an walisischen Rebellen vollzogen worden war. Es gilt als ausgeschlossen, dass Eduard I. den Brief für Propagandazwecke gefälscht hat und einen seiner Haushaltsritter unschuldig hinrichten ließ.